# BKK Deutsche Bank AG
Die BKK Deutsche Bank AG ist eine deutsche Betriebskrankenkasse mit Hauptsitz in Düsseldorf. Im Jahr 2024 waren 60.737 Mitglieder und 16.912 mitversicherte Angehörige in der BKK versichert, hauptsächlich Angestellte der Deutschen Bank und deren Familien.

## Finanzen
Im Jahr 2024 erhielt die BKK Einnahmen von rd. 320,0 Mio. Euro, die sich aus Zuweisungen aus dem Gesundheitsfonds sowie den sonstigen Einnahmen zusammensetzen. Dem gegenüber standen Aufwendungen in Höhe von 327,8 Mio. Euro. Der Anteil der Verwaltungskosten an diesem Betrag betrug 3,5 Prozent inkl. Personalkosten.

## Geschichte
Am 1. November 1952 wurde das Unternehmen als Betriebskrankenkasse der Rheinisch-Westfälischen Bank in Düsseldorf gegründet. Sie bot ihre Dienste ursprünglich nur in Nordrhein-Westfalen an. Ab April 1987 wurde diese Beschränkung leicht gelockert und es durften auch Filialen der Bank betreut werden, die von Nordrhein-Westfalen heraus gesteuert wurden.
Ein bundesweites Angebot für die Mitarbeiter der Deutschen Bank und einen Teil der Tochtergesellschaften (darunter u. a. Deutsche Bank Bauspar-AG, DWS Investment GmbH) besteht erst seit April 1990. Die Betreuung der Filialen in den neuen Bundesländern wurde 1991 übernommen.